# Eupalthis apoblepta
Eupalthis apoblepta là một loài bướm đêm trong họ Noctuidae.